# 里亞比伊夫卡
49°34′14″N 26°24′39″E / 49.57056°N 26.41083°E
里亞比伊夫卡（烏克蘭語：Рябіївка）是位於烏克蘭西部的村莊，由赫梅利尼茨基州裡赫梅利尼茨基區的沃洛奇斯克市鎮負責管轄。該村始建於1574年，面積2.35平方公里，海拔高度293米，2001年人口420。